# Рафіди

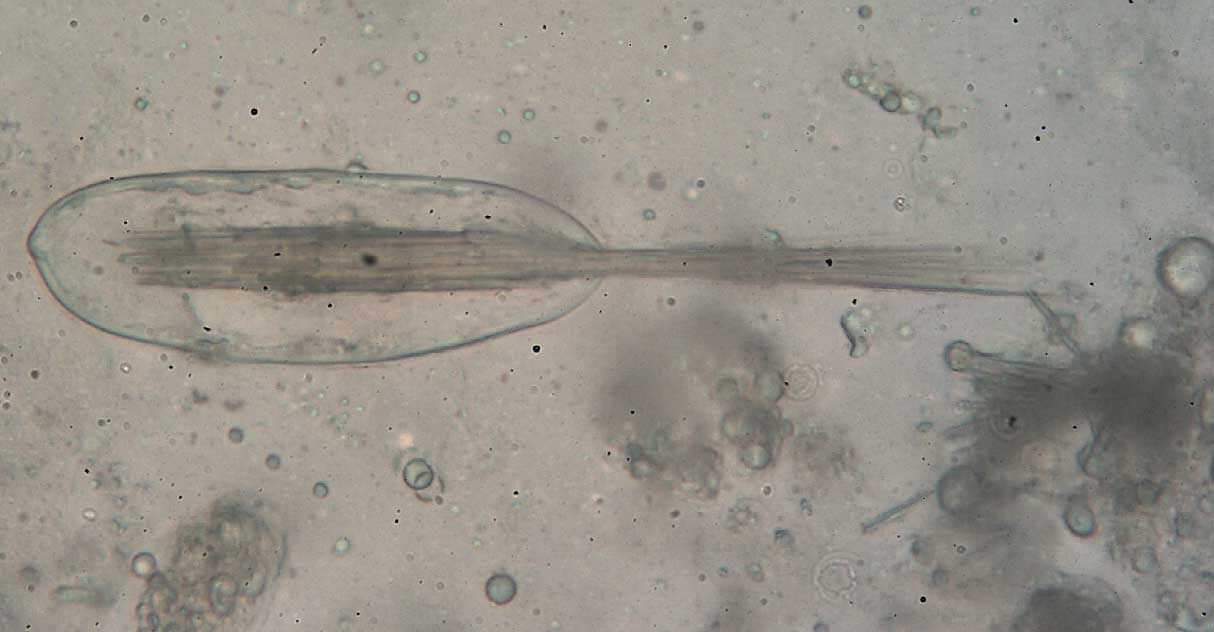
Типовий вигляд кристалів оксалату кальцію в клітині (збільшено у 600 разів).

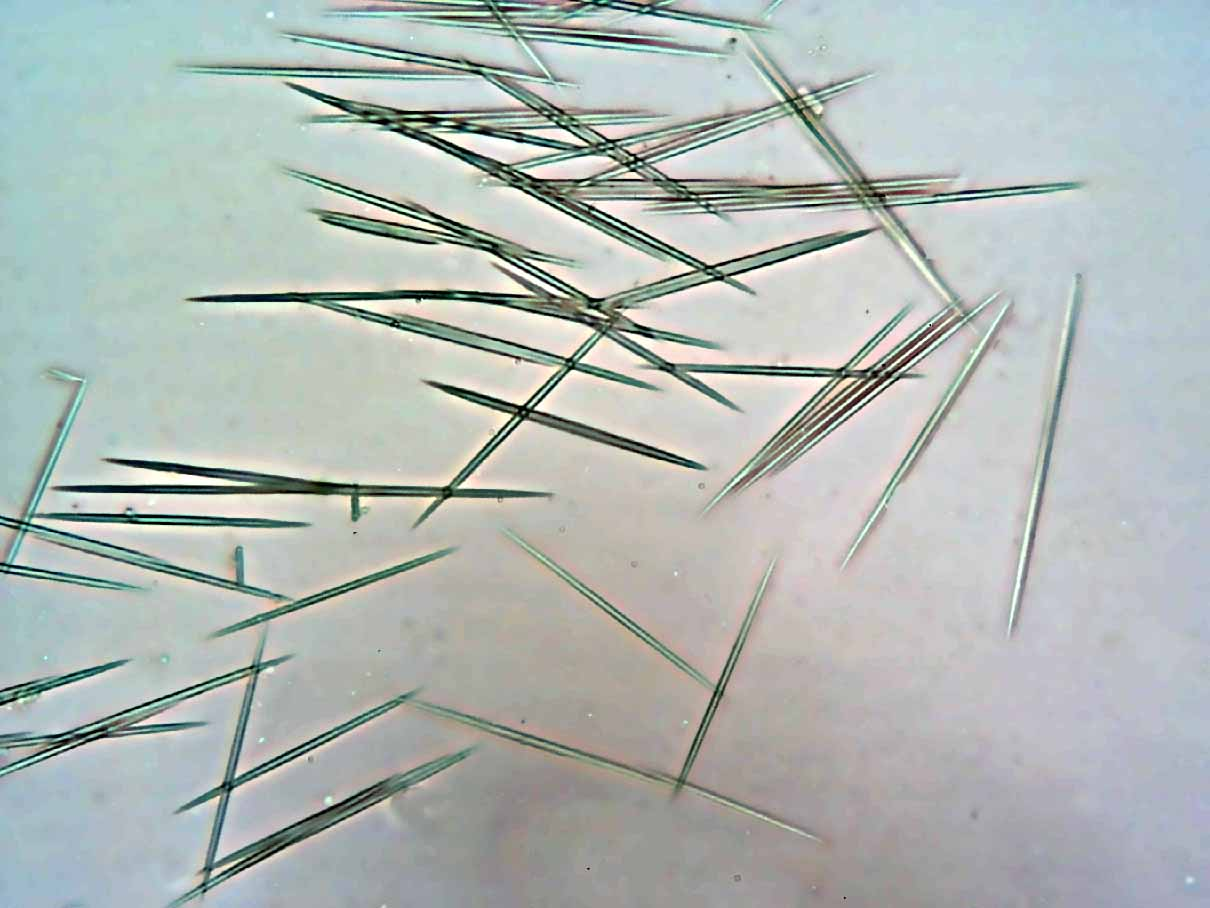
Рафіди, вивільнені з клітин строкатолистого плюща (збільшено у 600 разів).

Рафі́ди (від дав.-гр. rhaphis — «голка») — голчасті кристали оксалату кальцію або карбонату кальцію, що відкладаються в рослинних клітинах. Разом із друзами, цистолітами, кристалічним піском, стилоїдами є окремим різновидом кристалічних включень у рослинних тканинах. Належать до кінцевих продуктів обміну речовин. Виконують захисну, рідше — опорну та запасну функції.

## Опис
Рафіди притаманні спеціалізованим клітинам — ідіобластам, причому в них вони, як правило, знаходяться у вакуолях, запакованими в мембранні камери. Кристалоносні ідіобласти оснащені мережею мікротрубочок, яка перешкоджає росту клітин вшир, але не в довжину, внаслідок чого такі клітини набувають овальної форми. Під світловим мікроскопом ці кристали виглядають як безбарвні та прозорі голки. Зазвичай рафіди зібрані сотнями чи тисячами у щільні купки, огорнуті слизовими чохлами із мембранами. При ушкодженні клітинної оболонки ці утворення легко розпадаються. Цим вони відрізняються від кристалічних друз, стійкіших до зовнішнього впливу.
На утворення рафідів впливають такі внутрішньоклітинні чинники як зміна ядерної ДНК (помічено, що появі кристалів передує збільшення ядра), високий вміст кислих білків, густа ендоплазматична мережа, наявність цитоскелетних елементів, інтравакуолярної матриці, органічних кристалоподібних включень.
Середній розмір рафідів становить 50 мкм завдовжки та 250—850 нм завширшки. В поперечному перерізі новоутворені кристалічні голки прямокутні, зрілі — шестикутні, рідше восьмикутні або жолобчасті, коли переріз має форму літери Н. Втім, у зрілих рафідів ближче до кінців багатокутна форма все одно переходить у чотирикутну. Останні дослідження під електронним мікроскопом виявили нові типи рафідів — композитні чотири-, шести або восьмикутні, складені з щільно злитих шарів. Можливо, така наноструктура притаманна взагалі усім типам рафідів. Кінці голчастих кристалів зазвичай на обох кінцях поступово звужуються у вістря, рафіди винограду з одного кінця мають призматичні гостряки. Ці ж дослідження виявили нову форму рафідів зі скошеними кінцями. Мікроскопія із застосуванням поляризованого світла показала, що голчастим кристалам притаманна опалесценція.
Щавлевокислі рафіди трапляються частіше, ніж вугільнокислі. За ступенем гідратації усі щавлевокислі рафіди належать до моногідратів, про що свідчить високий показник подвійного променезаломлення. Вони утворюються з ендогенно синтезованої щавлевої кислоти, що сполучається з кальцієм, який надійшов із зовнішнього середовища. Кристали карбонату кальцію в рослинних клітинах є формою арагоніту. Хімічними супутниками рафідів часто виступають різноманітні токсичні речовини або крохмаль.

## Поширення
Ідіобласти з рафідами частіше трапляються у паренхімних (м'яких) тканинах, особливо у мезофілі листків. Помічено, що кількість рафідів у листках тим вища, чим вони старіші. Рідше цей тип кристалів виявляють у склеренхімі (опорній тканині) деяких рослин. Так, у купини запашної вони знаходяться в кореневищах, а у винограду — в стеблах.
Утворення і просторове розташування кристалів у рослинних клітинах обумовлені генетично, тому розповсюдженість рафідів у природі тісно пов'язана із певними систематичними групами рослин. Такі кристалічні включення притаманні, перш за все, однодольним рослинам, особливо представникам родин Бальзамінових, Виноградових, Зозулинцевих, конвалії звичайній тощо. Водночас, у представників родин Бурманієвих, Нартецієвих, Півникових також приналежних до однодольних, рафіди відсутні. У дводольних рослин рафіди трапляються значно рідше, але знайдені, наприклад, у клітинах марени фарбувальної та хмелю звичайного.

## Значення
В організмі рослин рафіди можуть виконувати захисну, опорну, запасну функції.
Вважають, що головна функція рафідів — захист рослин від поїдання травоїдними тваринами. Коли тварина починає пережовувати корм, рафіди вивільняються із ушкоджених клітин і гострими кінцями подразнюють слизову оболонку її рота. Через це рослини з високим вмістом оксалату кальцію худоба їсть неохоче, воліючи перейти на ділянки з іншими травами. Втім, захисний механізм дії рафідів може бути складнішим. При ушкодженні клітини вони можуть спочатку проштрикати гострими кінцями вакуолі сусідніх клітин чи інші внутрішньоклітинні структури, вивільняючи при цьому фермент протеазу або токсини. Надалі, ранячи гострими кінчиками слизову оболонку, вони пришвидшують доставку отруйних речовин безпосередньо у тваринні клітини. Цей процес може бути настільки ефективним, що інколи здатен вплинути не тільки на ніжну слизову оболонку, а навіть на грубіші клітини шкіри. Наприклад, рафіди є допоміжним механізмом вивільнення подразнюючих речовин у кропиви, підсилюючи жалку дію мурашиної кислоти — основної захисної речовини цієї рослини.
Випадкове поїдання людиною рослин, що містять рафіди (наприклад, традесканцій) викликає відчуття оніміння, набряк, дисфагію. Ці симптоми проходять за два тижні. При потраплянні соку таких рослин в очі їх слід промити великою кількістю води і закапати анальгетиком. Разом з тим встановлено, що сік фуксії з високим вмістом рафідів не викликає подразнення. Це обумовлено тим, що у ньому кристали змішані з крохмальними зернами, які запобігають їх переміщенню і травмуванню клітин. Arisaema triphyllum містить рафіди в усіх тканинах, а тому в сирому вигляді пекуча на смак. Однак висушені чи варені кореневища цього виду їстівні і не викликають подразнення. В цьому випадку спрацьовує та ж закономірність, що й у фуксії: при висушуванні або під дією високої температури вивільняються крохмальні зерна, які обволікають рафіди і не дають їм ушкодити клітини слизової оболонки.
Захисна роль рафідів полягає не тільки в механічній дії, але й в хімічній також. Вони є кінцевими продуктами обміну речовин, своєрідним засобом утилізації надлишків щавлевої кислоти. Законсервована у кристалічній формі вона виключається з метаболічного циклу, а тому її надмірна кількість вже не становить небезпеки для рослинних клітин. Оскільки зв'язуючим агентом для щавлевої кислоти виступає кальцій, він також депонується разом із нею в ідіобластах. При зміні хімізму рослинних тканин кальцій в рафідах може вивільнятися і засвоюватися клітинами. В такий спосіб рафіди виконують запасну функцію.
Припускають, що в тих рослин, у яких рафіди входять до складу склеренхіми, вони можуть виконувати ще й опорну функцію. В цьому випадку кальцієві кристали грають роль мікроскелету, який зміцнює стінки клітин, не даючи їм спадатися, наприклад, при втраті тургору.